# هیرویوکی کوبایاشی
کوبایاشی هیرویوکی (به ژاپنی: 小林 裕幸 Kobayashi Hiroyuki) (زاده ۱۲ آگوست ۱۹۷۲ در ناگویا، ژاپن)تهیه‌کننده و سرپرست بازی‌های ویدئویی و انیمههای تلویزیونی است. او در شرکت کپ‌کام مشغول به کار است.

## کارها
کوبایاشی در دانشگاه چوکیو، مشغول تحصیل در رشته علوم رایانه بود و پس از فارغ‌التحصیلی، در سال ۱۹۹۵ به استخدام شرکت کپ‌کام درآمد. او در نخستین فعالیت خود، برنامه‌نویسی بازی رزیدنت ایول ۱ را انجام داد. سپس در رزیدنت ایول ۲ نیز به عنوان برنامه‌نویس فعالیت نمود و در ادامه، نخستین طراحی خود را برای بازی داینو کرایسیس انجام داد. او در ادامه، برای نخستین بار در قامت تهیه‌کننده یک بازی ویدئویی، در سال ۲۰۰، در پروژه ساخت بازی داینو کرایسیس ۲ فعالیت نمود. درمجموع در آثار گوناگونی، به عنوان برنامه‌نویس، طراح، تهیه‌کننده و کارگردان فعالیت کرده‌است.
با شروع اولین بازی سنگوکو باسارا (با نام پادشاهان شیطان در آمریکای شمالی شناخته می‌شود) در سال ۲۰۰۵، کوبایاشی به عنوان تهیه‌کننده این مجموعه بازی ویدئویی و همچنین سرپرست و طراح برای اقتباس‌های مختلف انیمه ای آن کار کرد. او به دوره سنگوکو علاقه زیادی داشت و می‌خواست یک بازی اکشن با الهام از آن دوره ایجاد کند.

## آثار

### بازی‌های ویدئویی
| سال  | عنوان                            | نقش                |
| ---- | -------------------------------- | ------------------ |
| ۱۹۹۶ | رزیدنت ایول                      | برنامه‌نویس         |
| ۱۹۹۸ | رزیدنت ایول ۲                    | برنامه‌نویس         |
| ۱۹۹۹ | داینو کرایسیس                    | طراح               |
| ۲۰۰۰ | داینو کرایسیس ۲                  | تهیه‌کننده          |
| ۲۰۰۱ | رزیدنت ایول کد: ورونیکا          | تولیدکننده وابسته  |
| ۲۰۰۱ | شیطان هم می‌گرید                  | تهیه‌کننده          |
| ۲۰۰۲ | رزیدنت ایول ۲۰۰۲                 | تهیه‌کننده          |
| ۲۰۰۲ | رزیدنت ایول صفر                  | تهیه‌کننده تبلیغاتی |
| ۲۰۰۳ | PN03                             | تهیه‌کننده          |
| ۲۰۰۳ | داینو کرایسیس ۳                  | تهیه‌کننده          |
| ۲۰۰۴ | زیر پوست (Under the Skin)        | تهیه‌کننده          |
| ۲۰۰۵ | رزیدنت ایول ۴                    | تهیه‌کننده          |
| ۲۰۰۵ | قاتل ۷ (killer7)                 | تهیه‌کننده          |
| ۲۰۰۵ | پادشاهان شیطان                   | تهیه‌کننده          |
| ۲۰۰۶ | سنگوکو باسارا ۲                  | تهیه‌کننده          |
| ۲۰۰۷ | سنگوکو باسارا ۲ قهرمانان         | تهیه‌کننده          |
| ۲۰۰۸ | شیطان هم می‌گرید ۴                | تهیه‌کننده          |
| ۲۰۰۸ | سنگوکو باسارا اکس                | تهیه‌کننده          |
| ۲۰۰۹ | سنگوکو باسارا: نبرد قهرمانان     | تهیه‌کننده          |
| ۲۰۱۰ | سنگوکو باسارا: قهرمانان سامورایی | تهیه‌کننده          |
| ۲۰۱۱ | سنگوکو باسارا تاریخچه قهرمانان   | تهیه‌کننده          |
| ۲۰۱۲ | عقیده اژدها                      | تهیه‌کننده          |
| ۲۰۱۲ | رزیدنت ایول ۶                    | تهیه‌کننده اجرایی   |
| ۲۰۱۳ | سنگ‌شکن گایست (Gaist Crusher)     | تهیه‌کننده          |
| ۲۰۱۴ | سنگوکو باسارا ۴                  | تهیه‌کننده          |
| ۲۰۱۸ | مگا من ۱۱                        | تهیه‌کننده اجرایی   |

### انیمه
| سال  | عنوان                            | نقش              |
| ---- | -------------------------------- | ---------------- |
| ۲۰۰۷ | شیطان هم می‌گرید:مجموعه انیمه     | سرپرست           |
| ۲۰۰۸ | رزیدنت ایول: تباهی               | تهیه‌کننده        |
| ۲۰۰۹ | سنگوکو باسارا: پادشاهان سامورایی | ناظر برنامه‌ریزی  |
| ۲۰۱۰ | سنگوکو باسارا ۲                  | ناظر برنامه‌ریزی  |
| ۲۰۱۱ | سنگوکو باسارا: آخرین مهمانی      | ناظر برنامه‌ریزی  |
| ۲۰۱۲ | رزیدنت ایول: نفرین‌شدگی           | تهیه‌کننده        |
| ۲۰۱۴ | سنگوکو باسارا: پایان قضاوت       | ناظر برنامه‌ریزی  |
| ۲۰۱۷ | رزیدنت ایول: انتقام              | تهیه‌کننده        |
| ۲۰۲۰ | عقیده اژدها                      | تهیه‌کننده        |
| ۲۰۲۱ | رزیدنت ایول: تاریکی بی‌انتها      | تهیه‌کننده اجرایی |